# Lusitromina
Lusitromina là một chi ốc biển, là động vật thân mềm chân bụng sống ở biển trong họ Buccinidae.

## Các loài
Các loài trong chi Lusitromina  gồm có:
- Lusitromina abyssicola (A.H. Clarke, 1961)
- Lusitromina abyssorum (Lus, 1993)
- Lusitromina traverseensis (A.H. Clarke, 1961): đồng nghĩa của Iphinopsis traverseensis (A.H. Clarke, 1961)